# 密距翠雀花
密距翠雀花（学名：Delphinium pycnocentrum）为毛茛科翠雀属的植物，是中国的特有植物。分布于中国大陆的云南等地，生长于海拔3,000米的地区，常生长在山地，目前尚未由人工引种栽培。